# أندي دونكان
أندي دونكان (بالإنجليزية: Andy Duncan)‏ (25 يناير 1911 في المملكة المتحدة - 1983) هو لاعب كرة قدم بريطاني (وحمل سابقاً جنسية المملكة المتحدة لبريطانيا العظمى وأيرلندا) في مركز مهاجم داخلي. لعب مع توتنهام هوتسبير ونادي دمبرتون وهال سيتي ونادي تشيلمسفورد.

## وصلات خارجية
- أندي دونكان على موقع قاعدة بيانات كرة القدم.إي يو (الإنجليزية)